# Chiba
Chiba (千葉県 (Thiên Diệp huyện) Chiba-ken) là một tỉnh của Nhật Bản, thuộc vùng Kanto. Tỉnh này nằm ở phía bắc vịnh Tokyo, giáp với Ibaraki ở phía bắc, Saitama và Tokyo ở phía tây, phía đông trông ra biển Thái Bình Dương. Trung tâm hành chính là thành phố Chiba.

## Lịch sử
Tỉnh Chiba được thành lập vào ngày 15 tháng 6 năm 1873 trên cơ sở sáp nhập tỉnh Kisarazu và tỉnh Inba làm một. Xưa kia, trên địa bàn tỉnh Chiba là các xứ Awa, Kazusa và Shimousa.

## Hành chính
Thuộc tỉnh Chiba có 56 đơn vị hành chính gồm 36 thành phố, 20 làng và thị trấn.
| Tên thành phố | Dân số  | Diện tích | Mật độ   | Ngày thành lập      | Trang chủ                                             |
| ------------- | ------- | --------- | -------- | ------------------- | ----------------------------------------------------- |
| Chiba         | 918.364 | 272.08    | 3.375,35 | 1 tháng 1 năm 1921  |                                                       |
| Choshi        | 75.565  | 83.87     | 900.98   | 11 tháng 2 năm 1933 |                                                       |
| Ichikawa      | 464.873 | 57.46     | 8.090,38 | 3 tháng 11 năm 1934 |                                                       |
| Funabashi     | 567.887 | 85.72     | 6.624,91 | 1 tháng 4 năm 1937  | Lưu trữ ngày 14 tháng 12 năm 2006 tại Wayback Machine |
| Tateyama      | 50.489  | 110.21    | 458.12   | 3 tháng 11 năm 1939 |                                                       |
| Kisarazu      | 122.807 | 138.71    | 885.35   | 3 tháng 11 năm 1942 |                                                       |
| Matsudo       | 474.078 | 61.33     | 7.729,95 | 1 tháng 4 năm 1943  |                                                       |
| Noda          | 150.604 | 103.54    | 1.454,55 | 3 tháng 5 năm 1950  |                                                       |
| Katori        | 67.739  | 262.35    | 258.20   | 27 tháng 3 năm 2006 |                                                       |
| Mobara        | 94.049  | 100.01    | 940.40   | 1 tháng 4 năm 1952  |                                                       |
| Narita        | 99.285  | 131.27    | 756.34   | 31 tháng 3 năm 1954 |                                                       |
| Sakura        | 172.712 | 103.59    | 1.667,27 | 31 tháng 3 năm 1954 |                                                       |
| Togane        | 61.026  | 89.34     | 683.08   | 1 tháng 4 năm 1954  |                                                       |
| Sosa          | 32.801  | 101.48    | 323.23   | 23 tháng 1 năm 2006 |                                                       |
| Narashino     | 159.252 | 20.99     | 7.587,04 | 1 tháng 8 năm 1954  | Lưu trữ ngày 22 tháng 3 năm 2003 tại Wayback Machine  |
| Kashiwa       | 380.344 | 114.90    | 3.310,22 | 1 tháng 9 năm 1954  | Lưu trữ ngày 24 tháng 2 năm 2005 tại Wayback Machine  |
| Katsuura      | 22.421  | 94.21     | 237.99   | 1 tháng 10 năm 1958 | Lưu trữ ngày 11 tháng 10 năm 2003 tại Wayback Machine |
| Ichihara      | 279.967 | 368.20    | 760.37   | 1 tháng 5 năm 1963  |                                                       |
| Nagareyama    | 151.879 | 35.28     | 4.304,96 | 1 tháng 1 năm 1967  |                                                       |
| Yachiyo       | 179.431 | 51.27     | 3.499,73 | 1 tháng 1 năm 1967  |                                                       |
| Abiko         | 131.685 | 43.19     | 3.048,97 | 1 tháng 7 năm 1970  |                                                       |
| Kamagaya      | 103.747 | 21.11     | 4.914,59 | 1 tháng 9 năm 1971  |                                                       |
| Kimitsu       | 91.087  | 318.83    | 285.69   | 1 tháng 9 năm 1971  | Lưu trữ ngày 17 tháng 6 năm 2010 tại Wayback Machine  |
| Futtsu        | 50.834  | 205.35    | 247.55   | 1 tháng 9 năm 1971  | Lưu trữ ngày 17 tháng 2 năm 2006 tại Wayback Machine  |
| Urayasu       | 151.155 | 17.29     | 8.742,34 | 1 tháng 4 năm 1981  | Lưu trữ ngày 21 tháng 1 năm 2013 tại Wayback Machine  |
| Yotsukaidō    | 83.493  | 34.70     | 2.406,14 | 1 tháng 4 năm 1981  |                                                       |
| Sodegaura     | 59.371  | 94.92     | 625.48   | 1 tháng 4 năm 1991  | Lưu trữ ngày 6 tháng 8 năm 2003 tại Wayback Machine   |
| Yachimata     | 75.347  | 74.87     | 1.006,37 | 1 tháng 4 năm 1992  |                                                       |
| Inzai         | 59.973  | 53.51     | 1.120,78 | 1 tháng 4 năm 1996  | Lưu trữ ngày 20 tháng 9 năm 2003 tại Wayback Machine  |
| Shiroi        | 53.101  | 35.41     | 1.499,60 | 1 tháng 4 năm 2001  |                                                       |
| Tomisato      | 51.175  | 53.91     | 949.27   | 1 tháng 4 năm 2002  | Lưu trữ ngày 22 tháng 8 năm 2005 tại Wayback Machine  |
| Kamogawa      | 37.018  | 191.30    | 193.51   | 11 tháng 2 năm 2005 |                                                       |
| Asahi         | 71.425  | 129.91    | 549.80   | 1 tháng 7 năm 2005  |                                                       |

Làng và thị trấn:
| - Awa Gun Kyonan - Chōsei Gun Chōnan Chōsei Ichinomiya Mutsuzawa Nagara Shirako | - Inba Gun Inba Motono Sakae Shisui - Isumi Gun Onjuku Ōtaki | - Katori Gun Kōzaki Tako Tōnoshō - Sanbu Gun Kujūkuri Ōamishirasato Shibayama Yokoshibahikari |

## Kinh tế
Chiba có vùng công nghiệp Keiyo là nơi tập trung nhiều cơ sở công nghiệp mà ba ngành chính là lọc dầu, hóa chất và chế tạo máy. Chính quyền tỉnh đã đầu tư phát triển tới 80 khu công nghiệp để thu hút các nhà đầu tư tới phát triển kinh tế tỉnh. Tỉnh này còn có sản lượng Iod từ mỏ khí ga lớn nhất Nhật Bản.
Chiba là tỉnh có sản lượng nông nghiệp lớn thứ hai trong các tỉnh ở Nhật Bản. Đặc sản nổi tiếng là lạc. Ngành ngư nghiệp cũng phát triển, sản lượng đánh bắt hải sản đứng thứ 5 (2002). Có nhiều khu nuôi tôm và cá trình rất lớn.
Chiba có ngành du lịch phát triển. Có nhiều khu vui chơi giải trí lớn nằm ở tỉnh này như Tokyo Disneyland, Tokyo Disneysea. Sân bay Narita là sân bay quốc tế lớn nhất Nhật Bản cũng nằm ở đây.

## Giáo dục
- Đại học Chiba

## Thể thao
- CLB Kashiwa Reysol
- CLB JEF United Ichihara Chiba

## Du lịch
- Tokyo Disney Resort
- Khu triển lãm Makuhari Messe
- Bảo tàng Lịch sử Dân tộc quốc gia
- Chùa Naritasan
- Công viên thủy sinh vật Suigosawara